# Рипаботони (Кампобасо)
Рипаботони (итал. Ripabottoni) је насеље у Италији у округу Кампобасо, региону Молизе.
Према процени из 2011. у насељу је живело 427 становника. Насеље се налази на надморској висини од 626 м.

## Становништво
| 1931. | 1936. | 1951. | 1961. | 1971. | 1981. | 1991. | 2001. | 2011. |
| ----- | ----- | ----- | ----- | ----- | ----- | ----- | ----- | ----- |
| 2.850 | 2.873 | 2.723 | 1.749 | 1.189 | 985   | 814   | 673   | 544   |